# Premi e candidature per The Mandalorian
Questa voce contiene un elenco dei riconoscimenti ottenuti dalla serie televisiva The Mandalorian.
La serie ha ottenuto numerosi premi e candidature per i suoi valori di recitazione, regia, scrittura, effetti visivi e produzione. Tra questi riconoscimenti, è stata candidata per 6 Primetime Emmy Awards e 33 Primetime Creative Arts Emmy Awards, tra cui 14 vinti. Le prime due stagioni della serie sono state candidate come Miglior serie drammatica. Alla cerimonia del 2021, ha pareggiato per il maggior numero di candidature (24 candidature), e ha pareggiato per il maggior numero di premi vinti (7 vinti) alla Creative Arts ceremony nel 2020. Giancarlo Esposito, Timothy Olyphant, Taika Waititi e Carl Weathers hanno ricevuto candidature agli Emmy per le loro esibizioni. Gli episodi Capitolo 1: Il Mandaloriano, Capitolo 2: Il Bambino e Capitolo 16: Il salvataggio hanno vinto ciascuno due Emmy per i loro risultati tecnici.
La serie è stata anche candidata per dei premi; un British Academy Television, un Critics' Choice Television, un Directors Guild of America, un Golden Globe, un Grammy, tre Hugo, tre MTV Movie & TV, un Producers Guild of America, un Publicists Guild (vinto), un Satellite, due Saturn, due TCA, diciannove Visual Effects Society (vincendo cinque) e un Writers Guild of America, tra gli altri. La serie è stata selezionata dall'American Film Institute come uno dei 10 migliori programmi televisivi dell'anno nel 2020.

## Riconoscimenti
Premio AACTA 
- 2021[3]
  - Candidatura per la miglior serie drammatica

 Premio American Cinema Editors 
- 2021[4]
  - Candidatura per la miglior serie drammatica per la televisione non commerciale a Dana E. Glauberman per l'episodio Capitolo 4: Il rifugio

 American Film Institute Awards 
- 2021[5]
  - I 10 migliori programmi TV dell'anno

 Premio American Society of Cinematographers 
- 2021[6]
  - Candidatura per la miglior fotografia in un episodio di una serie televisiva di mezz'ora a Greig Fraser per l'episodio Capitolo 1: Il Mandaloriano e a Matthew Jensen per l'episodio Capitolo 15: Il vendicatore
  - Miglior fotografia in un episodio di una serie televisiva di mezz'ora a Baz Idoine per l'episodio Capitolo 13: La Jedi

 Premio Annie 
- 2021[7]
  - Miglior animazione dei personaggi in una serie live-action a Nathan Fitzgerald, Leo Ito, Chris Rogers, Eung Ho Lo e Emily Luk

 Art Directors Guild Awards 
- 2020[8]
  - Candidatura per la miglior scenografia per una serie single-camera di un'ora o serie fantasy a Andrew L. Jones per l'episodio Capitolo 1: Il Mandaloriano
- 2021[9]
  - Miglior scenografia per una serie single-camera di un'ora o serie fantasy a Andrew L. Jones e Doug Chiang per l'episodio Capitolo 13: La Jedi

 Premio Black Reel 
- 2021[10]
  - Candidatura per  miglior attore non protagonista in una serie drammatica a Giancarlo Esposito
  - Candidatura per il miglior attore guest star in una serie drammatica a Carl Lumbly
  - Candidatura per la miglior attrice guest star in una serie drammatica a Rosario Dawson
  - Candidatura per la miglior regia in una serie drammatica a Rick Famuyiwa per l'episodio Capitolo 15: Il vendicatore
  - Candidatura per la miglior sceneggiatura in una serie drammatica a Rick Famuyiwa per l'episodio Capitolo 15: Il vendicatore
- 2023[11]
  - In attesa per il miglior attore guest star in una serie drammatica a Giancarlo Esposito

 Premio British Academy Television 
- 2021[12]
  - Candidatura per il momento imperdibile di Virgin TV ad "Appare Luke Skywalker"

 Casting Society of America 
- 2021[13]
  - Candidatura per l'episodio pilota e prima stagione in una serie drammatica a Sarah Finn e Jason B. Stamey

 Cinema Audio Society Awards 
- 2021[14]
  - Miglior missaggio del suono per serie televisive con episodi di mezz'ora a Shawn Holden, Bonnie Wild, Stephen Urata, Christopher Fogel, Matthew Wood e Blake Collins per l'episodio Capitolo 2: Il Bambino
  - Candidatura al miglior missaggio del suono per serie televisive con episodi di mezz'ora  Shawn Holden, Bonnie Wild, Stephen Urata, Christopher Fogel, Matthew Wood e Jason Butler per l'episodio Capitolo 13: La Jedi

 Costume Designers Guild Awards 
- 2021[15]
  - Candidatura per la migliore serie televisiva di fantascienza/fantasy a Shawna Trpcic per l'episodio Capitolo 13: La Jedi

 Premio Critics' Choice 
= Premio Critics' Choice Super =
- 2021[16][17][18]
  - Miglior serie di fantascienza/fantasy
  - Candidatura per il miglior attore in una serie di fantascienza/fantasy a Pedro Pascal

= Premio Critics' Choice Television =
- 2021[19]
  - Candidatura per la miglior serie drammatica

 Premio Directors Guild of America 
- 2021[20]
  - Candidatura per la miglior regia in una serie drammatica a Jon Favreau per l'episodio Capitolo 9: Lo sceriffo

 Premio Dorian 
- 2020[21]
  - Candidatura per la serie più visivamente sorprendente
- 2021[22]
  - Candidatura per la serie più visivamente sorprendente

 Dragon Awards 
- 2020[23]
  - Miglior serie televisiva fantascientifica o fantasy a Jon Favreau

 Premio Golden Globe 
- 2021[24]
  - Candidatura per la miglior serie drammatica

 Premio Golden Trailer 
- 2021[25]
  - Candidatura per il miglior trailer, teaser o spot TV d'azione per una serie televisiva in streaming a Waiting (Buddha Jones)
  - Candidatura per il miglior trailer, teaser o spot TV d'avventura fantasy per una serie televisiva in streaming a The Way (The Hive)
  - Candidatura per i miglior wildpost per una serie televisiva in streaming a The Mandalorian (Lindeman Associates)
- 2023[26][27]
  - Miglior trailer, teaser o spot TV per la colonna sonora originale per una serie televisiva in streaming

 Premio Grammy 
- 2022[28]
  - Candidatura per la miglior colonna sonora per Visual Media a Ludwig Göransson per l'album musicale Volume 2 (Capitoli 13-16)

 Hollywood Critics Association TV Awards 
- 2021[29][30]
  - Miglior serie in streaming drammatica
  - Candidatura per il miglior attore in una serie drammatica in streaming a Pedro Pascal
  - Candidatura per il miglior attore non protagonista in una serie drammatica in streaming a Giancarlo Esposito
  - Candidatura per la miglior attrice non protagonista in una serie drammatica in streaming a Ming-Na Wen

 Premio Hugo 
- 2020[31]
  - Candidatura per la miglior rappresentazione drammatica, forma breve a Jon Favreau e Taika Waititi per l'episodio Capitolo 8: Redenzione
- 2021[32]
  - Candidatura per la miglior rappresentazione drammatica, forma breve a Jon Favreau (sceneggiatore), Peyton Reed (regista) per l'episodio Capitolo 16: Il salvataggio e a Dave Filoni (sceneggiatore e regista) per l'episodio Capitolo 13: La Jedi

 ICG Publicists Awards 
- 2020[33]
  - Vinto - Premio Maxwell Weinberg al miglior pubblicista televisivo ai pubblicisti ICG a Disney+ per la prima stagione

 Make-Up Artists and Hair Stylists Guild Awards 
- 2021[34][35]
  - Candidatura per il miglior trucco per il periodo[36] e/o il personaggio per una serie televisiva, una miniserie televisiva o una serie televisiva di nuovi media a Brian Sipe, Alexei Dmitriew, Samantha Ward e Carlton Coleman
  - Migliori effetti speciali per il trucco per una serie televisiva, una miniserie televisiva o una serie televisiva di nuovi media a Brian Sipe, Alexei Dmitriew, Samantha Ward e Scott Stoddard

 Premio Motion Picture Sound Editors 
- 2020[37]
  - Candidatura per il miglior montaggio sonoro - Forma abbreviata episodica - Dialogo/ADR a Matthew Wood, David Acord, Steve Slanec, James Spencer e Richard Quinn per l'episodio Capitolo 1: Il Mandaloriano
  - Miglior montaggio sonoro - Forma abbreviata episodica - Effetti/Foley a David Acord, Matthew Wood, Bonnie Wild, Jon Borland, Chris Frazier, Pascal Garneau, Steve Slanec, Richard Gould, Ronni Brown e Jana Vance per l'episodio Capitolo 1: Il Mandaloriano

- 2021[38]
  - Miglior montaggio sonoro - Forma abbreviata episodica - Dialogo/ADR a Matthew Wood, David Acord, Richard Quinn e James Spencer per l'episodio Capitolo 13: La Jedi
  - Miglior montaggio sonoro - Forma abbreviata episodica - Effetti/Foley a David Acord, Matthew Wood, Benjamin A. Burtt, J.R. Grubbs, Richard Gould, Ronni Brown e Jana Vance per l'episodio Capitolo 13: La Jedi

 Premio MTV Movie & TV 
- 2021[39]
  - Candidatura per il miglior eroe a Pedro Pascal
  - Candidatura per il miglior cattivo a Giancarlo Esposito
  - Candidatura per la miglior coppia a Din Djarin e Grogu

 Premio Nebula 
- 2020[40]
  - Candidatura per il Premio Ray Bradbury per la migliore presentazione drammatica a Jon Favreau per l'episodio Capitolo 2: Il Bambino
- 2021[41]
  - Candidatura per il Premio Ray Bradbury per la migliore presentazione drammatica a Jon Favreau per l'episodio Capitolo 14: La tragedia

 Premio Nickelodeon Kids' Choice 
- 2021
  - Candidatura alla serie TV per famiglie preferita

 Premio Emmy 
= Premio Primetime Creative Arts Emmy =
- 2020[2][42]
  - Candidatura per il miglior doppiatore a Taika Waititi come voce di IG-11 nell'episodio Capitolo 8: Redenzione
  - Miglior fotografia per una serie single-camera con episodi di mezz'ora a Greig Fraser e Baz Idoine per l'episodio Capitolo 7: La resa dei conti
  - Candidatura per i migliori costumi fantasy / fantascientifici a Joseph Porro, Julie Robar, Gigi Melton e Lauren Silvestri per l'episodio Capitolo 3: Il peccato
  - Candidatura per il miglior attore guest star in una serie drammatica a Giancarlo Esposito per aver interpretato Moff Gideon nell'episodio Capitolo 8: Redenzione
  - Miglior composizione musicale per una serie tv a Ludwig Göransson per l'episodio Capitolo 8: Redenzione
  - Miglior scenografia per un programma narrativo con episodi di mezz'ora o meno a Andrew L. Jones, Jeff Wisniewski e Amanda Serino per l'episodio Capitolo 1: Il Mandaloriano
  - Candidatura per il miglior trucco prostetico per una serie, miniserie, film o speciale a Brian Sipe, Alexei Dmitriew, Carlton Coleman, Samantha Ward, Scott Stoddard, Mike Ornelaz e Sabrina Castro per l'episodio Capitolo 6: Il prigioniero
  - Candidatura per il miglior montaggio audio per una serie commedia o drammatica con episodi di mezz'ora e d'animazione a Andrew S. Eisen per l'episodio Capitolo 2: Il Bambino, a Dana E. Glauberman e Dylan Firshein per l'episodio Capitolo 4: Il rifugio e a Jeff Seibenick per l'episodio Capitolo 8: Redenzione
  - Miglior montaggio audio per una serie commedia o drammatica con episodi di mezzora e d'animazione a David Acord, Matthew Wood, Bonnie Wild, James Spencer, Richard Quinn, Richard Gould, Stephanie McNally, Ryan Rubin, Ronni Brown e Jana Vance per l'episodio Capitolo 1: Il Mandaloriano
  - Miglior missaggio audio per una serie commedia o drammatica con episodi di mezzora e d'animazione a Shawn Holden, Bonnie Wild e Chris Fogel per l'episodio Capitolo 2: Il Bambino
  - Migliori effetti speciali e visivi a Richard Bluff, Jason Porter, Abbigail Keller, Hayden Jones, Hal Hickel, Roy Cancino, John Rosengrant, Enrico Damm e Landis Fields per l'episodio Capitolo 2: Il Bambino
  - Miglior coordinamento stunt per una serie drammatica, miniserie o film a Ryan Watson
- 2021[43][42]
  - Candidatura per il miglior attore guest star in una serie drammatica a Timothy Olyphant per l'episodio Capitolo 9: Lo sceriffo e a Carl Weathers per l'episodio Capitolo 12: L'assedio
  - Candidatura per il miglior casting per una serie drammatica a Sarah Halley Finn
  - Miglior fotografia per una serie single-camera con episodi di mezz'ora a Matthew Jensen per l'episodio Capitolo 15: Il vendicatore
  - Candidatura per la miglior fotografia per una serie single-camera con episodi di un'ora a Baz Idoine per l'episodio Capitolo 13: La Jedi
  - Candidatura per i migliori costumi fantasy / fantascientifici a Shawna Trpcic, Julie Robar e Sara Fox per l'episodio Capitolo 13: La Jedi
  - Candidatura per il miglior Periodo[36] e/o acconciatura del personaggio a Maria Sandoval, Ashleigh Childers e Wendy Southard per l'episodio Capitolo 16: Il salvataggio
  - Miglior trucco prostetico per una serie, miniserie, film o speciale a Brian Sipe, Alexei Dmitriew, Samantha Ward, Scott Stoddard, Pepe Mora, Cale Thomas, Carlton Coleman e Scott Patton per l'episodio Capitolo 13: La Jedi
  - Miglior composizione musicale per una serie tv (colonna sonora drammatica originale) a Ludwig Göransson per l'episodio Capitolo 16: Il salvataggio
  - Candidatura per il miglior montaggio video per una serie drammatica single-camera a Andrew S. Eisen per l'episodio Capitolo 13: La Jedi, Dylan Firshen e J. Erik Jessen per l'episodio Capitolo 11: L'erede, Adam Gerstel per l'episodio Capitolo 16: Il salvataggio e a Jeff Seibenick per l'episodio Capitolo 15: Il vendicatore
  - Candidatura alla miglior scenografia per un periodo narrativo o un programma fantasy con episodi di un'ora o più a Andrew L. Jones, Doug Chiang, David Lazan, e Amanda Serino per l'episodio Capitolo 13: La Jedi
  - Miglior missaggio audio per una serie commedia o drammatica con episodi di un'ora a Bonnie Wild, Stephen Urata, Shawn Holden e Christopher Fogel per l'episodio Capitolo 13: La Jedi
  - Migliori effetti speciali e visivi in una stagione o in un film a Joe Bauer, Richard Bluff, Abbigail Keller, Hal Hickel, Roy K. Cancino, John Knoll, Enrico Damm, John Rosengrant e Joseph Kasparian
  - Miglior coordinamento stunt per una serie drammatica, miniserie o film a Ryan Watson
  - Miglior performance stunt a Lateef Crowder per l'episodio Capitolo 16: Il salvataggio

= Premio Primetime Emmy =
- 2020[42]
  - Candidatura per la miglior serie drammatica a Jon Favreau, Dave Filoni, Kathleen Kennedy, Colin Wilson e Karen Gilchrist
- 2021[1]
  - Candidatura per la miglior serie drammatica a Jon Favreau, Dave Filoni, Kathleen Kennedy, Colin Wilson, Karen Gilchrist, Carrie Beck e John Bartnicki
  - Candidatura per il miglior attore non protagonista in una serie drammatica a Giancarlo Esposito
  - Candidatura per la miglior regia per una serie drammatica a Jon Favreau per l'episodio Capitolo 9: Lo sceriffo
  - Candidatura per la miglior sceneggiatura per una serie drammatica a Jon Favreau per l'episodio Capitolo 16: Il salvataggio e a Dave Filoni per l'episodio Capitolo 13: La Jedi

 Premio Producers Guild of America 
- 2021[44]
  - Candidatura per il Premio Norman Felton per il miglior produttore di episodi televisivi drammatici a Jon Favreau, Dave Filoni, Kathleen Kennedy, Colin Wilson, Karen Gilchrist, John Bartnicki e Carrie Beck

 Satellite Award 
- 2021[45]
  - Candidatura per la migliore serie televisiva (genere) alla seconda stagione

 Premio Saturn 
- 2021[46][47]
  - Miglior presentazione televisiva (meno di 10 episodi) alla seconda stagione
  - Candidatura per la miglior guest star in una serie televisiva a Giancarlo Esposito
- 2022[48][49]
  - Candidatura per la miglior serie televisiva in streaming di fantascienza
  - Candidatura per la miglior performance fatta da una guest star in una serie televisiva streaming a Rosario Dawson

 Screen Actors Guild Award 
- 2021[50]
  - Migliori controfigure televisive alla seconda stagione
- 2024[51]
  - Candidatura per migliori controfigure televisive alla terza stagione

 Television Critics Associations Awards 
- 2020[52]
  - Candidatura per il miglior nuovo programma alla prima stagione
- 2021[53]
  - Candidatura per la miglior serie drammatica alla seconda stagione

 Premio Visual Effects Society 
- 2020[54]
  - Migliori effetti visivi in un episodio fotorealistico a Richard Bluff, Abbigail Keller, Jason Porter, Hayden Jones e Roy Cancinon per l'episodio Capitolo 2: Il Bambino
  - Candidatura per la miglior fotografia virtuale in un progetto CGI a Richard Bluff, Jason Porter, Landis Fields IV e Baz Idione per The Roost nell'episodio Capitolo 6: Il prigioniero
  - Candidatura per il miglior personaggio animato in un episodio o in un progetto in tempo reale a Terry Bannon, Rudy Massar, Hugo Leygnac per il Mudhorn nell'episodio Capitolo 2: Il Bambino
  - Miglior modello in un progetto fotorealistico o di animazione a Doug Chiang, Jay Machado, John Goodson e Landis Fields IV per la nave Razor Crest nell'episodio Capitolo 3: Il peccato
  - Candidatura per il miglior ambiente creato in un episodio, in una pubblicità o in un progetto in tempo reale a Alex Murtaza, Yanick Gaudreau, Marco Tremblay e Maryse Bouchard per la città di Nevarro
  - Candidatura per le migliori simulazioni di effetti in un episodio, una pubblicità o in un progetto in tempo reale a Xavier Martin Ramirez, Ian Baxter, Fabio Slino e Andrea Rosa per il Mudhorn nell'episodio Capitolo 2: Il Bambino
- 2021[55][56]
  - Migliori effetti visivi in un episodio fotorealistico a Joe Bauer, Abbigail Keller, Hal Hickel, Richard Bluff e Roy Cancino per l'episodio Capitolo 9: Lo sceriffo
  - Miglior personaggio animato in un episodio o in un progetto in tempo reale a John Rosengrant, Peter Clarke, Scott Patton e Hal Hickel per Il Bambino nell'episodio Capitolo 13: La Jedi
  - Candidatura per il miglior personaggio animato in un episodio o in un progetto in tempo reale a Paul Kavanagh, Zaini Mohamed Jalani, Michal Kriukow e Nihal Friedel per il drago Krayt nell'episodio Capitolo 9: Lo sceriffo
  - Miglior ambiente creato in un episodio, in una pubblicità o in un progetto in tempo reale a Enrico Damm, Johanes Kurnia, Phi Tran e Tong Tran per la giungla di Morak nell'episodio Capitolo 15: Il vendicatore
  - Candidatura per il miglior ambiente creato in un episodio, in una pubblicità o in un progetto in tempo reale a Kevin George, Aaron Barr, Piotr Tatar e Abel Milanés Betancourt per il Canyon di Nevarro  nell'episodio Capitolo 12: L'assedio
  - Candidatura per la miglior fotografia virtuale in un progetto CGI a Richard Bluff, Matt Jensen, Chris Williams e Landis Fields IV per l'episodio Capitolo 15: Il vendicatore e a Dave Crispino, Kyle Winkelman, Paul Kavanagh e Jose Burgos per l'episodio Capitolo 12: L'assedio
  - Candidatura per il miglior modello in un progetto fotorealistico o di animazione a Jay Machado, Enrico Damm, Gerald Blaise e Ryan Church per la nave Slave I e a John Knoll, John Goodson, Dan Patrascu e Rene Garcia per l'Incrociatore leggero nell'episodio Capitolo 16: Il salvataggio
  - Candidatura per le migliori simulazioni di effetti in un episodio, una pubblicità o in un progetto in tempo reale a HuaiYuan Teh, Don Wong, Mathieu Chardonnet e Prashanth Bhagavan per il drago Krayt nell'episodio Capitolo 9: Lo sceriffo
  - Candidatura per la miglior composizione in un episodio a Peter Demarest, Christopher Balog, Shawn Mason e David Wahlberg per l'episodio Capitolo 15: Il vendicatore, a Nicolas Caillier, Simon Rafin, SiangKee Poh e Simon Marinof per l'episodio Capitolo 9: Lo sceriffo e a TC Harrison, Tami Carter, Jaume Creus Costabella e Shane Davidson per l'episodio Capitolo 10: Il passeggero

 Premio Writers Guild of America 
- 2021[57]
  - Candidatura per la miglior serie drammatica a Rick Famuyiwa, Jon Favreau e Dave Filoni